# Sendeturm Hühnerberg (Main-Kinzig-Kreis)
Der Sendeturm Hühnerberg oder Wachenbuchenturm ist ein 85,45 Meter hoher, freistehender Stahlfachwerkturm auf dem Hühnerberg bei Wachenbuchen. Er versorgt das nähere Gebiet um Hanau mit UKW-Rundfunk.

## Frequenzen und Programme
Beim Antennendiagramm sind im Falle gerichteter Strahlung die Hauptstrahlrichtungen in Grad angegeben.

### Analoges Radio (UKW)
| Frequenz (MHz) | Programm               | RDS PS   | RDS PI | Regionalisierung | ERP (kW) | Antennendiagramm rund (ND)/gerichtet (D) | Polarisation horizontal (H)/vertikal (V) |
| -------------- | ---------------------- | -------- | ------ | ---------------- | -------- | ---------------------------------------- | ---------------------------------------- |
| 106,8          | harmony.fm             | harmony_ | 1364   | –                | 0,5      | D (30°-140°)                             | H                                        |
| 107,7          | Deutschlandfunk Kultur | Dlf_Kult | D220   | –                | 0,32     | D (100°-160°)                            | H                                        |